# Tepe Sialk

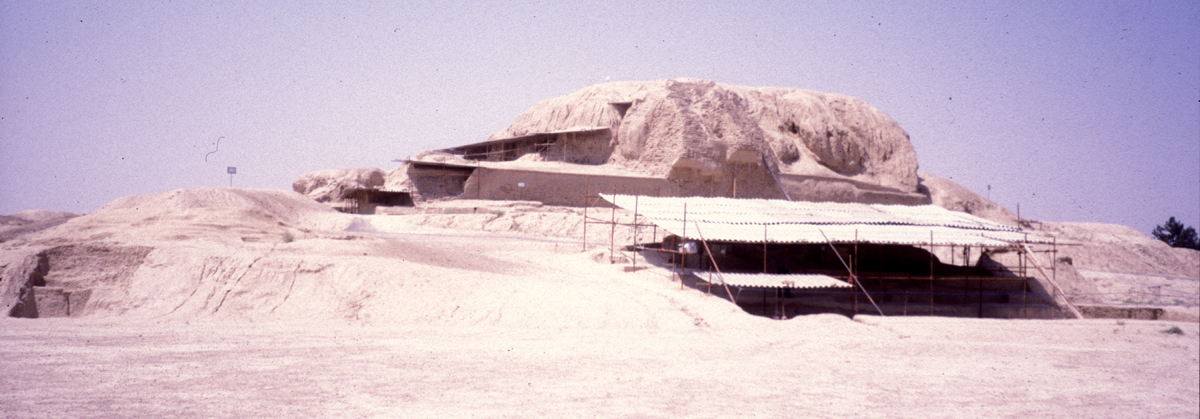
Tepe Sialk

Tepe Sialk (Sialk) – zespół dwóch stanowisk archeologicznych w środkowym Iranie, w granicach administracyjnych miasta Kaszan. Na obszarze Tepe Sialk odkryto liczne ślady osadnictwa sięgające neolitu.
Pierwsze prace archeologiczne w Sialk miały miejsce w latach 1933-1937.